# Vino de Israel

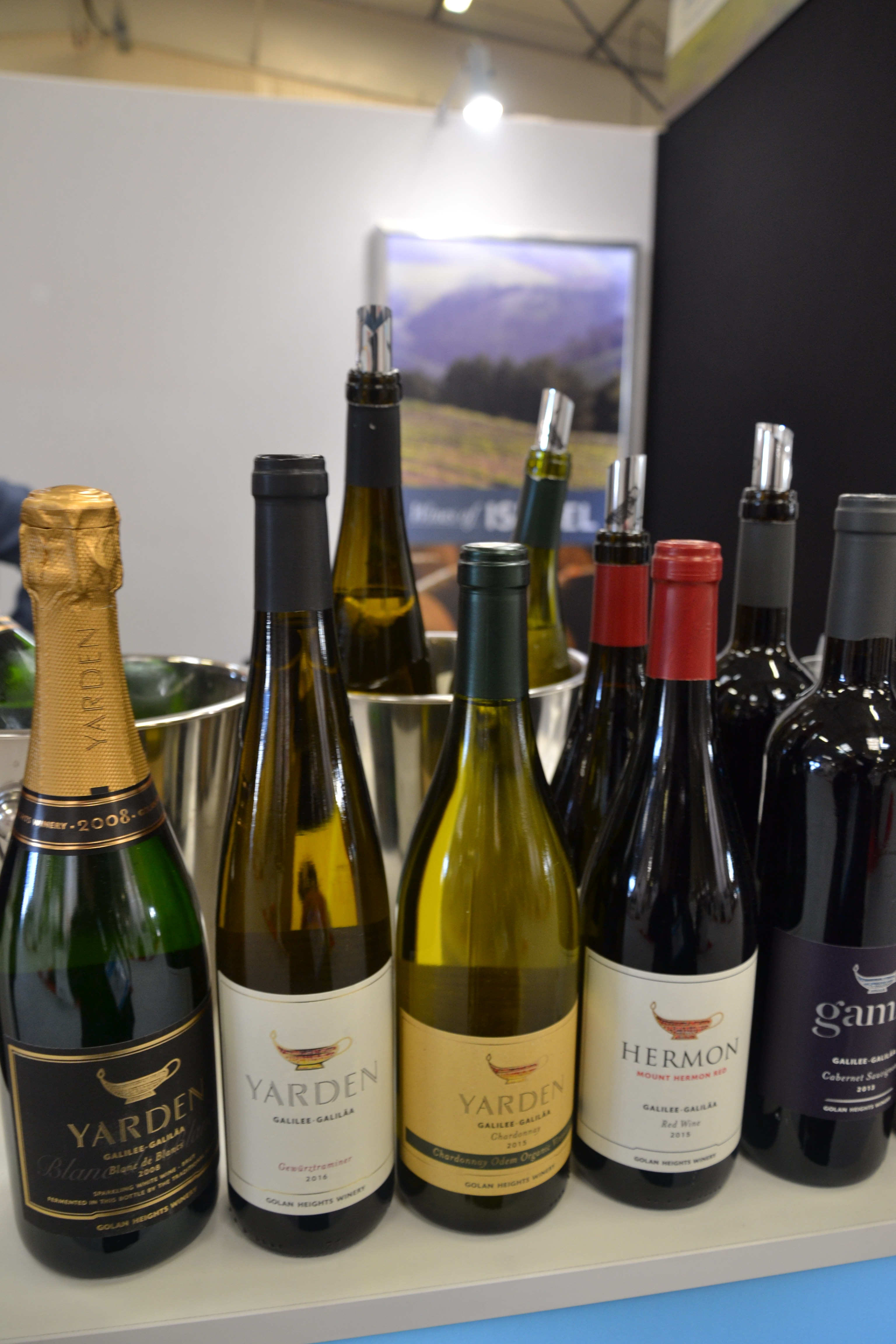
Vino israelí de la región de Galilea.

El vino se ha producido en Israel desde tiempos bíblicos, incluso, mucho antes que en Europa.[cita requerida] Actualmente, se encuentra en Israel una gran variedad de productoras de vino, desde pequeñas bodegas hasta grandes compañías. 
La industria moderna del vino israelí fue fundada por Edmond de Rothschild, dueño de Château Lafite Rothschild. Ahora, el país está dividido en seis regiones productoras: Galilea (הגליל Ha-Galil), una región muy apropiada para la viticultura, debido a su elevación, sus brisas frescas, las marcadas diferencias entre temperatura nocturna y diurna, y sus suelos bien drenados; los montes de Judea (הרי יהודה Harei Yehuda) que rodean Jerusalén; Sansón (שמשון Shimson), localizada entre los montes de Judea y la llanura costera; la llanura de Sharon (שרון), entre la costa mediterránea y el sur de Haifa, que es la mayor zona productora de uvas en la región, y los Altos del Golán (רמת הגולן Ramat HaGolán).